# برونو وو
برونو وو (بالصينية: 吳征) هو شخصية أعمال ورائد أعمال صيني، ولد في 25 نوفمبر 1966 في شانغهاي في الصين.